# Mścisława
Mścisława – staropolskie imię żeńskie, złożone z dwóch członów: Mści- ("mścić") i -sława ("sława"). Mogło oznaczać "tę, która zdobywa sławę mszcząc się na swych wrogach". Poświadczone w źródłach jako Mścisława (1360) i formach zdrobniałych Mścicha (1394), Mścichna (1383).
Mścisława imieniny obchodzi: 9 stycznia, 9 marca i 4 listopada.
Męski odpowiednik: Mścisław